# Lolita Flores
Lolita Flores, właśc. María Dolores González Flores (ur. 6 maja 1958 w Madrycie) – hiszpańska aktorka, artystka flamenco i osobowość telewizyjna pochodzenia romskiego.

## Życiorys
Pochodzi z rodziny artystów flamenco; jest córką Loli Flores i Antonio Gonzáleza (znanego pod pseudonimem El Pescaílla), a także starszą siostrą Antonio Floresa i Rosario Flores. Jej ciotką jest piosenkarka Carmen Flores, ciotecznym bratem − piłkarz Quique Sánchez Flores, a bratanicą aktorka Alba Flores.
Zadebiutowała jako aktorka dziecięca w 1964, rolą cygańskiej dziewczynki w filmie La gitana y el charro. W 1969, u boku swoich rodziców, zagrała w komedii muzycznej El taxi de los conflictos. Swój pierwszy album muzyczny, Amor, Amor, wydała w 1975; płyta osiągnęła status platynowej. Jej kolejne albumy, Abrázame (1976), Mi carta (1977) i Espérame (1978), także odniosły komercyjny sukces i zapewniły piosenkarce popularność w Hiszpanii i w krajach Ameryki Łacińskiej. W 1975 wystąpiła gościnnie w popularnej wówczas telenoweli Cuentos y leyendas, rok później zagrała główną rolę w filmie Haz la loca... no la guerra.
W latach 80. kontynuowała współpracę z wytwórnią muzyczną CBS Corporation. Nagrywała kolejne albumy: Seguir soñando (1980), Atrévete (1982), Águila real (1983), Para volver (1985) i Locura de amor (1987). Równolegle z karierą muzyczną, pracowała dla telewizji. W latach 1992−1993, razem ze swoją matką, prowadziła program Sabor de Lolas, w 1995 była prowadzącą talk-show Ay Lola, Lolita, Lola. Występowała w serialach m.in. Los ladrones van a la oficina, Hostal Royal Manzanares, Entre Morancos y Omaítas.
W 2002 ponownie pojawiła się na dużym ekranie. Za rolę Chelo w firmie Rencor, w reżyserii Miguela Albaladejo, otrzymała Goyę, nagrodę Hiszpańskiej Akademii Sztuki Filmowej dla najlepszej aktorki. W tym samym roku jej płyta Lola, Lolita, Dolores, osiągnęła status złotej. W 2005 zadebiutowała w teatrze rolą Conchity w sztuce Nilo Cruza, Ana en el trópico. W 2007 zagrała główną rolę w filmie telewizyjnym La princesa del polígono, w reżyserii Rafy Montesinosa, za którą otrzymała nagrodę dla najlepszej aktorki na Festiwalu Kina w Walencji. Wystąpiła także w filmach El libro de las aguas (2008), Luz de soledad (2016), Carne (2017) i Paella today (2017).
W 2010 wydała książkę Lolita. Flores y alguna espina, będącą autobiografią pisaną w formie rozmowy z pisarzem Javierem Menéndezem Floresem. Wtedy też ukazała się jej ostatnia płyta, De Lolita a Lola.
Od 2015 jest jurorką w programie Tu cara me suena (format ten w Polsce znany jest jako Twoja twarz brzmi znajomo). Od 2019 występuje w madryckim Teatro Infanta Isabel w roli Aurory Greenway w spektaklu La fuerza del cariño, opartym na powieści Larrego McMurtry’ego, Czułe słówka. Rok wcześniej, zdobyła uznanie krytyki, występując w tytułowej roli w sztuce Fedra, wystawianej przez Teatro Barcelona.
Jej pierwszym mężem był argentyński producent i impresario, Guillermo Furiase. Ich dziećmi są aktorka Elena Dolores Furiase González i gitarzysta Guillermo Antonio Furiase González. Małżeństwo zakończyło się rozwodem w 1995. W latach 2010−2015, Flores była żoną kubańskiego aktora Pablo Durána.
Identyfikuje się jako Romka.